# Лау, Ричард Томас
Ри́чард То́мас Ла́у (англ. Richard Thomas Lowe; 1802—1874) — британский священник и натуралист.

## Биография
Родился 4 декабря 1802 года в графстве Дербишир. Учился в Колледже Христа Кембриджского университета, в 1825 году получил степень бакалавра, в 1831 — магистра. С 1832 по 1854 Лоу был капелланом в Мадейре. По возвращении в Англию он стал приходским священником в деревне Ли графства Линкольншир.
Впоследствии Лау ещё несколько раз посещал Мадейру, а также занимался ботаникой в Марокко, на Оркнейских островах, Канарских островах и Островах Зелёного Мыса. Во время одного из путешествий на Мадейру 13 апреля 1874 года пароход Liberia, на котором плыли Ричард Лау с женой Кэтрин, попал в сильный шторм близ Силли и затонул, унеся жизни всех, находившихся на борту.
Гербарий Ричарда Лау разделён между Британским музеем (BM), Кембриджским университетом (CGE) и Ботаническими садами Кью (K).

## Некоторые научные работы
- Lowe, R.T. Primitiae faunae et florae Maderae. — Cambridge, 1831. — 60 p.
- Lowe, R.T. A manual flora of Madeira. — London, 1857—1872. — 2 vols.

## Роды растений, названные в честь Р. Лау
- Lowea Lindl., 1829, nom. superfl. [≡ Hulthemia Dumort., 1824]